# موفق فائق توفيق
موفق فائق توفيق مترجم فوري في قناة الجزيرة.

## حياته
من مواليد العراق، محافظة ديالى. هاجر إلى المملكة المتحدة في السبعينيات من القرن الماضي حيث عاش فيها معظم حياته ودرس وتعلم وعمل في مجالات الترجمة والصحافة والتدريس الجامعي. متزوج وأب لثلاثة أبناء، فتاة وشابين. يعيش منذ صيف 2000 في دولة قطر حيث انضم إلى قناة الجزيرة صحفيًا أول ثم متفرغا للترجمة الفورية حيث كان أول مترجم فوري يفرغ للعمل بالترجمة الفورية.